# Calamus nanodendron
Calamus nanodendron är en enhjärtbladig växtart som beskrevs av John Dransfield. Calamus nanodendron ingår i släktet Calamus och familjen Arecaceae. Inga underarter finns listade i Catalogue of Life.